# 科爾施山
科爾施山（英語：Mount Korsch），是南極洲的山峰，位於沙克爾頓海岸，處於伊麗莎白女王嶺的馬卡姆高原西北側，海拔高度約4,000米，在1988年由美國南極名稱諮詢委員以地理學家命名，現時由南極條約體系管理。